# Пијев живот (филм)
Пијев живот (енгл. Life of Pi) је филмска авантуристичка драма Анга Лија из 2012, снимљена по истоименом роману Јана Мартела. Приказује живот шеснаестогодишњег дечака Пија, када након олује остане на плови отвореним морем, у чамцу са бенгалским тигром. Филм је номинован у три категорије за награду Златни глобус од којих је добио Златни глобус за најбољу оригиналну музику. Номинован је у једанаест категорија на 85. Додели Оскара од којих је освојио 4 (највише те вечери) укључујући награду за најбољег редитеља Анг Лија.

## Радња
Филм доноси причу Пија Патела, сина чувара зоолошког врта. Породица је одлучила да се пресели из Индије у Канаду и креће на велико путовање теретним бродом. Након бродолома, Пи плута Тихим океаном. Његов сапутник је бенгалски тигар по имену Ричард Паркер. Kад је све што познајеш изгубљено остаје нада која даје снагу за немилосрдну борбу.

## Улоге
| Глумац           | Улога                    |
| ---------------- | ------------------------ |
| Гаутам Белур     | Пи са 5 година           |
| Ајуш Тандон      | Пи са 11/12 година       |
| Сураџ Шарма      | Пи са 16 година          |
| Ирфан Кан        | Пи као одрастао мушкарац |
| Раф Спал         | наратор                  |
| Жерар Депардје   | кувар                    |
| Андреа Дистефано | свештеник                |
| Адил Хусеин      | Пијев отац               |
| Табу             | Пијева мајка             |
| Рави Пател       | Пијев старији брат       |
| Шраванти Саинат  | Пијева девојка           |
| По-Чех Ванг      | поморац                  |
| Ели Алуф         | Француз                  |

## Спољашњи извори
- Пијев живот на веб-сајту  (језик: енглески)